# Mailly-la-Ville
Mailly-la-Ville är en kommun i departementet Yonne i regionen Bourgogne-Franche-Comté i norra Frankrike. Kommunen ligger i kantonen Vermenton som tillhör arrondissementet Auxerre. År 2022 hade Mailly-la-Ville 494 invånare.

## Befolkningsutveckling
Antalet invånare i kommunen Mailly-la-Ville
| Referens: INSEE |